# Echinopodium neuquense
Echinopodium neuquense är en tvåvingeart som beskrevs av Duret 1975. Echinopodium neuquense ingår i släktet Echinopodium och familjen svampmyggor. Inga underarter finns listade i Catalogue of Life.